# Нижегородский кадетский корпус
Нижегородский графа Аракчеева кадетский корпус — военно-учебное заведение Российской Империи, первый среди губернских кадетских корпусов, созданных по воле Николая I. Основан в 1834 году как Новгородский кадетский корпус (был дислоцирован в 28 верстах от Великого Новгорода). В 1866 году переведён в Нижний Новгород и преобразован в военную гимназию. В 1882 году переименован в Нижегородский графа Аракчеева кадетский корпус. Распущен в 1918 году.

## Основание и первые годы
В начале 1830 года, по желанию императора Николая I, был составлен проект учреждения губернских кадетских корпусов. Их предполагалось создать для того, чтобы доставить возможность малолетним дворянам различных губерний воспитываться недалеко от их семей. Было решено сформировать кадетские корпуса в Новгороде, Полоцке, Полтаве, Туле, Тамбове и Елизаветграде. Существовавшие с начала XIX века Тульское военное и Тамбовское дворянское училища были преобразованы в кадетские корпуса, но уже в 1837 году были переформированы в неранжированные роты (малолетних кадет) Орловского и Воронежского кадетских корпусов. Елизаветградский корпус создан не был. В итоге из упомянутых в первоначальном проекте были учреждены только Новгородский (1834), Полоцкий (1835) и Петровский Полтавский (1840) кадетские корпуса.
Финансирование кадетских корпусов должно было производиться за счёт пожертвований губернского дворянства. Открытие Новгородского кадетского корпуса ускорилось, когда в 1833 году генерал от артиллерии граф Алексей Андреевич Аракчеев внёс 300 тысяч рублей ассигнациями в Императорскую сохранную казну. На проценты с этих денег должны были воспитываться дети дворян Новгородской и Тверской губерний. Аракчеев, владелец имения Грузино, был удостоен благодарственного рескрипта императора, где Николай I повелел:

…По открытии упомянутого корпуса, привести все в исполнение, с тем, чтобы каждый из воспитанников, на счет капитала сего содержимый, имел на кровати надпись «Грузинский воспитанник» и герб ваш. Столь благодетельным пожертвованием на пользу общую, вы приобретаете право на Мою признательность и Мне весьма приятно изъявить вам оную. — Карцов П. П. Исторический очерк Новгородского графа Аракчеева кадетского корпуса. — СПб., 1884
Корпус был расположен в бывших помещениях штаба 4-го округа пахотных солдат (военных поселений), на правом берегу реки Мсты, в 28 верстах от Новгорода и 8 верстах от Бронницы. Директором был назначен генерал-майор А. И. Бородин, до того служивший в Дворянском полку. Официальное открытие состоялось 15 марта 1834 года. Этот день впоследствии был сделан днём корпусного праздника. При открытии присутствовали граф А. А. Аракчеев, штаб-офицер штаба Главного начальника военно-учебных заведений Я. И. Ростовцев, главный директор Пажеского и кадетских корпусов И. О. Сухозанет, начальник Новгородского и Старорусского уделов пахотных солдат Ф. К. фон Фрикен и другие высшие чины армии.
Через месяц после открытия, 21 апреля 1834 года, А. А. Аракчеев скончался. Учебное заведение стало именоваться Новгородским графа Аракчеева кадетским корпусом, кадетам были присвоены тёмно-зелёные (впоследствии — красные) погоны с красной (позже — чёрной) выпушкой и шифровкой «Г. А.» Движимое имущество графа, включая библиотеку в 10 тысяч томов, портреты Петра I, Павла I, и Александра I было передано корпусу, положив основание его музею.
Первый выпуск состоялся в 1839 году. Кадеты, окончившие полный курс (5 классов), были переведены в Санкт-Петербург, — в Дворянский полк, где проучившись ещё два года в специальных классах, были выпущены офицерами в гвардию и армию.
С 1857 года в корпусе были открыты специальные классы, в которых изучались исключительно военные науки. Первый выпуск из Новгородского корпуса в офицеры состоялся в 1859 году.

## Грузинский кадетский корпус
В начале 1840-х годов число малолетних дворян — кандидатов на поступление в кадетские корпуса достигло нескольких тысяч, в то время как все существовавшие в России кадетские корпуса могли ежегодно принимать не более 400 человек. Вследствие этого многие бедные дворяне стали зачислять своих детей в батальоны военных кантонистов. Воспитываясь вместе с солдатскими детьми, составляющими большинство в этих учебных заведениях, многие дворяне-кантонисты становились нравственно испорченными, и когда их переводили в кадетские корпуса для завершения военного образования, они, по причине дурного поведения, зачастую исключались из корпусов, или отчислялись на службу в армию солдатами. Чтобы избежать этого, главный начальник военно-учебных заведений, великий князь Михаил Павлович, устроил в Грузине дворянское отделение Новгородского батальона военных кантонистов численностью 100 человек. К концу десятилетия на базе этого отделения предполагалось устроить неранжированные роты Новгородского и Полоцкого кадетских корпусов, назвав новое заведение Гру́зинским кадетским корпусом. Смерть Михаила Павловича и начало Крымской войны помешали открытию нового корпуса.

## Перевод Новгородского корпуса в Нижний Новгород
Уже сразу после основания корпуса было выявлено много недостатков в размещении учебного заведения в пустынной местности (8 вёрст от ближайшего населённого пункта — яма Бронницы) — отсутствие инфраструктуры и развлечений для персонала корпуса, сложности в привлечении наёмных учителей, недостаток квартир для служителей и учителей, трудности с водоснабжением, и пр. Из-за этого, с начала 1850-х годов, строились планы перевода учебного заведения в другие города; были осмотрены различные помещения в Твери, Старой Руссе, Пскове и Новгороде. В итоге, весной 1866 года наконец было принято решение перевести корпус в Нижний Новгород, в здание бывшего училища военного ведомства (некогда созданного на основе местного батальона военных кантонистов). Директором Нижегородской графа Аракчеева военной гимназии был назначен полковник Генерального штаба П. И. Носович, некогда окончивший Новгородский кадетский корпус.

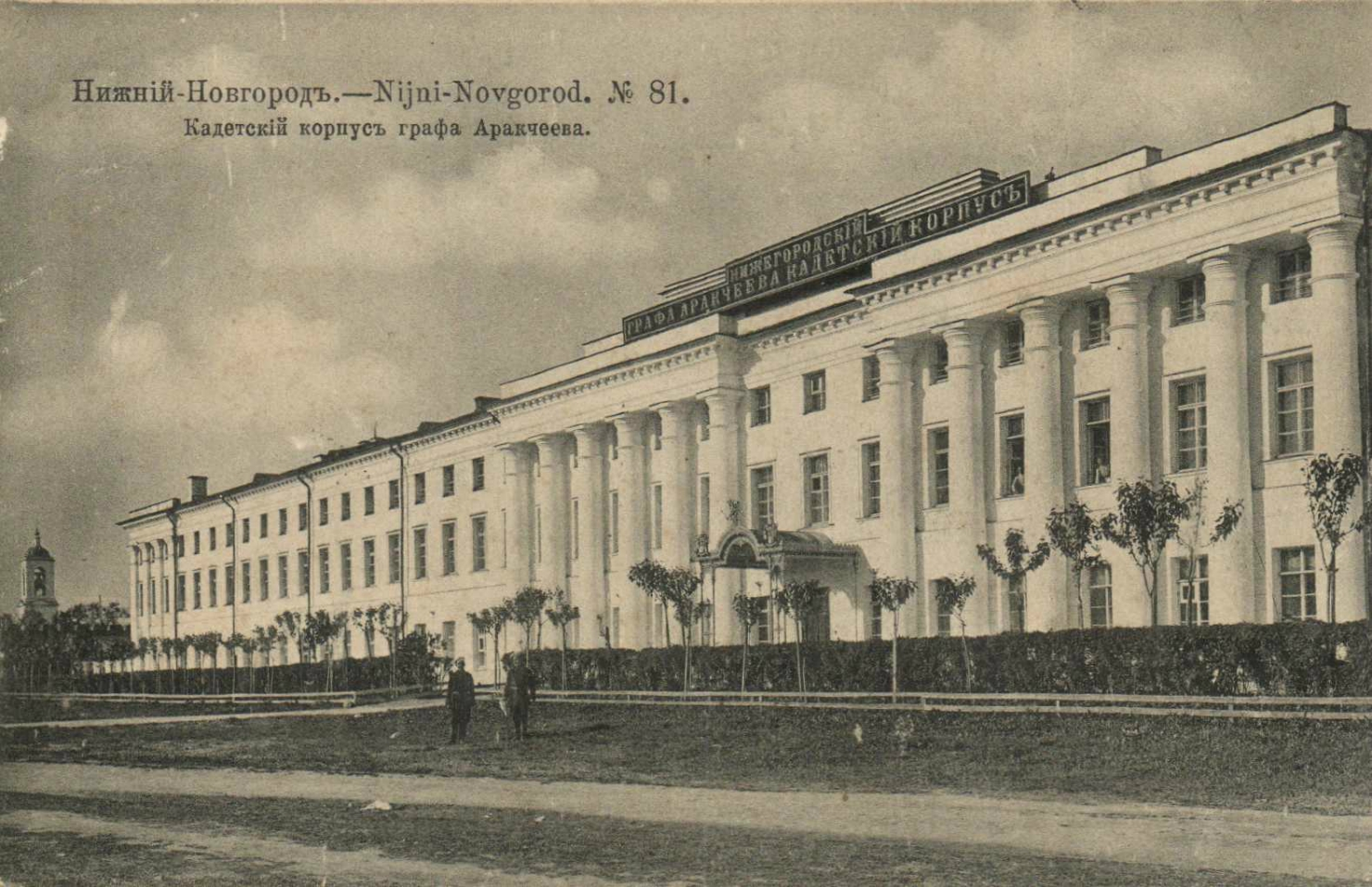
Кадетский корпус в Нижегородском кремле

27 августа того же года 279 кадет с сопровождавшими их офицерами и учителями отправились водным путём по Вишерскому каналу, р. Вишере, и р. Волхову до Волховской станции Николаевской железной дороги. Прибыв в Москву, воспитанники провели ночь в 1-й Московской военной гимназии, и на другой день, 29 августа, отправились в Нижний Новгород. С тех пор корпус располагался в здании на территории Нижегородского кремля. Воспитанник корпуса А. И. Спиридович писал: «… почти в центре старого Кремля … раскинулось покоем буро-красное здание Аракчеевского кадетского корпуса. Фасад корпуса выходит на Кремлёвскую площадь, кафедральным собором, корпусною церковью и казенными зданиями».

## Нижегородская военная гимназия и кадетский корпус
Учебный курс Нижегородской графа Аракчеева военной гимназии состоял из шести классов. В 1873 году, для согласования с программами военных училищ, было введено семиклассное обучение. Изучались закон Божий, русский язык и словесность, немецкий и французский языки, математика, история, география, естественная история физика, космография (математическая география), чистописание (в младших классах), и рисование; в день было по 5 уроков. Учебный год продолжался с 16 августа по 5 июня.
В 1882 году гимназия была преобразована в кадетский корпус; штатские воспитатели были заменены строевыми офицерами. Через три года после этого были введены звания вице-фельдфебеля и вице-унтер-офицеров, которые стали присваивать кадетам строевой роты, отличникам по учению, поведению и фронту. Строевая рота стала проходить лагеря в летнее время.
В 1917 году, после Февральской революции, корпус был преобразован в гимназию военного ведомства. Один из тогдашних кадет впоследствии вспоминал:
На прочтение манифеста об отречении Государя Императора строй кадет ответил пением «Боже, Царя храни». На первый красный парад было приказано выйти со свёрнутыми знамёнами, — вышли с развёрнутыми. На втором параде кадеты отказались нести красный флаг, нёс его служитель. Половина кадет с парада разбежалась. Было приказано сдать знамёна, кадеты разрезали знамёна на куски и роздали, и древки были сожжены. После одной из военных прогулок было приказано сдать винтовки. Фельдфебель-кадет скомандовал: «на-караул», оркестр заиграл «Боже, Царя храни». Фельдфебель командует: «к ноге», «на руку», «вынуть затворы и спрятать, а винтовки поставить на своё место». 24 часа было дано кадетам на возвращение затворов. Приказ не был исполнен и кадеты был приговорены к увольнению. В спешном порядке кадеты сожгли книгу-альбом кадетских выпусков, украшенную щитами выпусков и содержащую «Звериаду».
В 1918 году здание корпуса было отобрано, и в нём размещена 2-я советская школа; позднее — 2-я нижегородская пехотная школа командного состава. В эмиграции, в Париже, бывшие кадеты основали в 1930 году «Объединение кадет-аракчеевцев».

## Возрождение кадетского корпуса
В октябре 2011 года в Нижнем Новгороде был создан Фонд «Возрождение Нижегородского графа Аракчеева кадетского корпуса». С марта 2013 года действовал военный историко-патриотический клуб «Нижегородский графа Аракчеева кадетский корпус». В июле 2017 года зарегистрирована некоммерческая общеобразовательная организация «Нижегородский графа Аракчеева кадетский корпус». Возрождённый старейший кадетский корпус существует в формате экстерната, где кадеты получают в полном масштабе дополнительное и собственно кадетское образование по адаптированной программе кадетских корпусов Российской Империи.

## Директора
Кадетский корпус возглавляли:
- 1834—1837: генерал-майор Александр Иванович Бородин
- 1837—1840: генерал-майор Андрей Андреевич Петровский
- 1840—1853: генерал-майор Фёдор Васильевич Главацкий (1790—1853)
- 1853—1854: генерал-майор Фёдор Фёдорович фон Ридигер
- 1854—1858: генерал-майор барон Леопольд Фёдорович фон Корф
- 1858—1860: генерал-майор барон Александр Александрович Икскуль фон Гильденбандт
- 1860—1861: генерал-майор Фёдор Фёдорович Мец
- 1861—1866: полковник Аполлон Александрович Кузьмин
- 1866—1877: генерал-майор Павел Иванович Носович (1829—1887)
- 1877—1884: полковник Иван Иванович Ордынский
- 1884—1892: генерал-майор Александр Игнатьевич Завадский (1838—1905)
- 1892—1900: генерал-майор Александр Георгиевич Рейнеке
- 1900—1906: генерал-майор Александр Юльевич Дамье
- 1906—1917: генерал-майор Леонид Паулинович Войшин-Мурдас-Жилинский

## Известные выпускники
- Вельк, Николай Карлович
- Нестеров, Пётр Николаевич — будущий военный лётчик, впервые в мире осуществивший одну из фигур высшего пилотажа — «мёртвую петлю». Учился в Нижегородском корпусе с 1897 по 1904 годы. Пётр был сыном поручика Николая Нестерова, офицера-воспитателя этого корпуса.
- Шульц, Дмитрий Иванович (1893 (?) — 1930) — лидер и создатель секты «Единый Храм» в СССР.
- Горновский, Николай Иосафатович